# Chiesa di Santa Maria Maddalena (Santa Maria Codifiume, Argenta)
La chiesa di Santa Maria Maddalena è la parrocchiale di Santa Maria Codifiume, frazione di Argenta. Risale al XVI secolo.

## Storia
Codifiume ebbe il suo primo oratorio nel 1479, e la dedicazione fu per Sant'Enea dei Pii. Tale scelta fu dovuta al principe Enea (dei Pio di Savoia, signori di Carpi) che aveva deciso tale erezione su un terreno di sua proprietà. In seguito l'oratorio divenne sussidiario della parrocchia di San Pietro Capofiume.
Con l'istituzione parrocchiale, nel 1579, l'oratorio fu giudicato insufficiente per le esigenze dei fedeli.
Questa piccola costruzione, chiamata Chiesolino dei pescatori perché alle funzioni vi assistevano i numerosi pescatori delle zone vallive attorno, venne affiancato da una nuova e più grande chiesa. 
Come ricorda Marco Antonio Guarini nel suo Compendio historico dell'origini, accrescimento e prerogative delle chiese e luoghi pii della città, e diocesi di Ferrara
questa fu voluta dal figlio di Lucrezia Roverella, il principe Enea Pio. 
L'intitolazione del nuovo luogo sacro fu per Santa Maria Maddalena.
Tra la fine del XVII e l'inizio del XVIII secolo la chiesa venne ristrutturata in modo completo ed ampliata. La decisione fu necessaria a causa delle frequenti inondazioni causate dal fiume Reno che avevano reso insicura la prima struttura. Nello stesso momento vennero edificate sacrestia e canonica.
La torre campanaria venne edificata all'inizio della seconda metà del XVIII secolo, e sostituì la precedente di circa cinquanta anni prima.
Nel secondo decennio del XIX secolo la parte presbiteriale venne arricchita di una grande cupola e le volte interne furono affrescate.
La chiesa è stata danneggiata dal terremoto dell'Emilia del 2012.